# Kornílovka
Kornílovka (en rus: Корниловка) és un poble del krai de Primórie, a l'Extrem Orient de Rússia, que en el cens del 2010 tenia 256 habitants.